# Сіверська Любов Стефанівна
Любов Стефанівна Сіверська (рос. Сиверская, Любовь Стефановна) (13 квітня 1925, село Новоставці Кам'янець-Подільської області Української РСР — 31 січня 2020) — радянський будівельник, бригадир ізолювальників-покрівельників, Герой Соціалістичної Праці (1973).

## Біографія
Народилася в 1925 році в Україні. В 1937 році був репресований її батько, довелося у дванадцять років виходити на роботу. Під час окупації в роки німецько-радянської війни неодноразово тікала з ешелонів, що вивозили молодь на роботу до Німеччини, її арештовували, сиділа в тюрмах, звідки теж утікала.
З 1952 року працювала різноробочою на хлібзаводі, потім у тресті «РостовСМУдорстрой» (Ростовська область) на будівництві шосе і залізниці. Пізніше працювала бригадиром комплексної бригади штукатурів-малярів на підприємствах Ростова-на-Дону, а потім поїхала валити ліс на Далекому Сході.
У 1958 році переїхала до Тольятті до брата, де влаштувалася в бригаду ізолювальників управління «Промбуд-2» «Куйбишевгідробуд». Працювала на будівництві Жигулевської ГЕС. З 1967 по 1980 рік працювала бригадиром у своїй бригаді. Брала участь у будівництві Волзького Автозаводу, заводів «Волгоцеммаш», «Куйбишевазот», об'єктів житла та соцкультпобуту Тольятті.
Була членом КПРС, була членом парткому «Куйбишевгідробуд». Вісім скликань поспіль Сіверську обирали депутатом міської ради.
З 1980 року на пенсії, жила в Тольятті.
Померла 31 січня 2020 року.

## Нагороди
- Герой Соціалістичної Праці[2] (1973),
- орден Леніна (1973),
- Два ордени Трудового Червоного Прапора,
- медаль «За трудову відзнаку» (1963),
- медаль «За доблесну працю».

## Цікаві факти

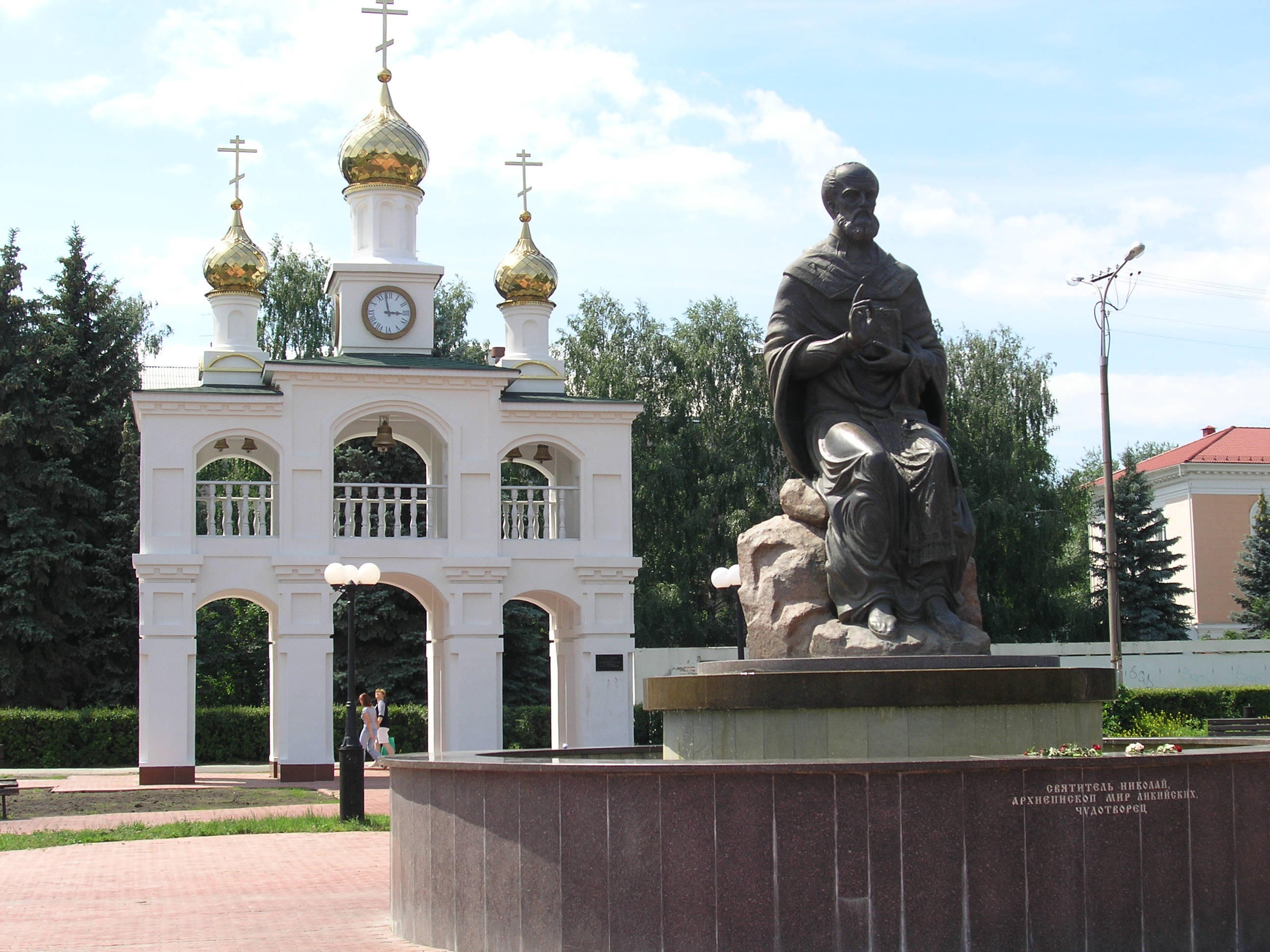
Меморіал будівельникам Тольятті

- Познайомилася з поетом Євгеном Євтушенком, коли в 1975 році з делегацією Тольятті їздила в Набережні Челни на «Камскенергострой». Їй він присвятив свою поему «Мама Люба». У 1982 році Сіверська знову зустрілася з поетом, який приїхав до Тольятті на творчий вечір.
- 5 листопада 2004 року на Центральній площі Тольятті відбулося урочисте відкриття та освячення пам'ятника «Будівничим міста», основною фігурою якого стала скульптура Святителя Миколая чудотворця. Скульптура встановлена на місці, де раніше був заставний камінь під монумент «Слава праці» — брила сірого граніту — встановлений у листопаді 1977 року[3]. Право закласти монумент було надано будівельникам «Куйбишевгідробуд» — бригадирам, Героям Соціалістичної праці І. М. Єфремову, Г. В. Робустову, Л. С. Сіверській та Заслуженому будівельнику СРСР — З. П.Ковальовій. Напис на граніті свідчив: «Тут буде споруджено монумент „Слава праці“, в честь будівельників Ордена Леніна і Ордена Трудового Червоного Прапора Куйбишевгідробуд». Точну дату встановлення монумента тоді не визначили.